# Я̈
Cette page contient des caractères spéciaux ou non latins. S’ils s’affichent mal (▯, ?, etc.), consultez la page d’aide Unicode.
Le ia tréma (capitale Я̈, minuscule я̈) est une lettre de l'alphabet cyrillique utilisée en selkoupe et anciennement en bulgare et russe. Il est composé d’un ia ‹ Я › diacrité d’un tréma.

## Utilisations
En russe, le ia tréma ‹ я̈ › peut être utilisé pour noter la prononciation /jo/ au lieu de /ja/ dans certains mots avant la réforme orthographique de 1918, de façon similaire au io ‹ ё › ou iat tréma ‹ ѣ̈ › selon la loi d’Itkin.

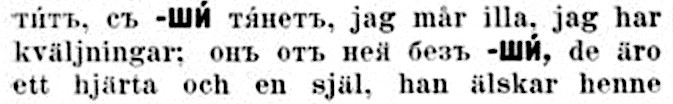
Exemple avec нея̈ (génitif de она́, « elle ») dans un dictionnaire russe-suédois de 1896.

La fonderie ParaType indique dans sa base de données d’orthographes utilisant l’alphabet cyrillique que le ia tréma ‹ я̈ › est utilisé en selkoupe.

## Représentation informatique
Le ia tréma peut être représenté avec les caractères Unicode suivants :
- décomposé (cyrillique, diacritiques) :

| formes    | représentations | chaînes de caractères | points de code | descriptions                                     |
| --------- | --------------- | --------------------- | -------------- | ------------------------------------------------ |
| capitale  | Я̈               | Я◌̈                    | U+042F U+0308  | lettre majuscule cyrillique ia diacritique tréma |
| minuscule | я̈               | я◌̈                    | U+044F U+0308  | lettre minuscule cyrillique ia diacritique tréma |